# Bart Groothuis

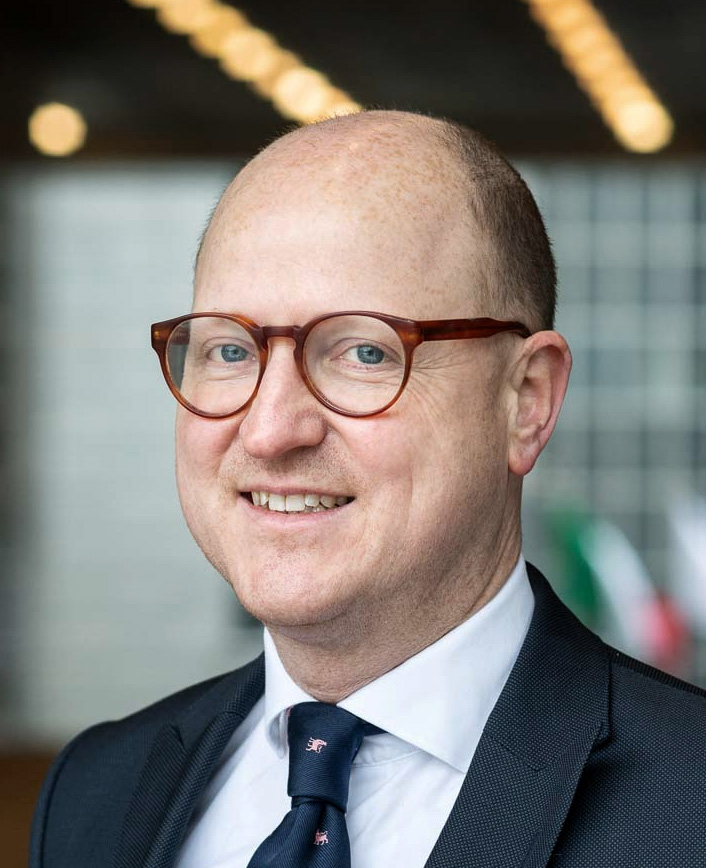
Bart Groothuis, 2022

Bart Groothuis (* 1. Januar 1981 in Reutum, Gemeinde Tubbergen, Provinz Overijssel) ist ein niederländischer Politiker, der seit 2020 Mitglied des Europäischen Parlaments (MdEP) ist.
Er ist Mitglied der niederländischen konservativ-liberalen Volkspartei für Freiheit und Demokratie (VVD) und der Allianz der Liberalen und Demokraten für Europa, die beide der europäischen Fraktion Renew Europe angehören. Er arbeitete für den Politiker Henk Kamp und als Cybersicherheitsexperte im Verteidigungsministerium, bevor er im Februar 2020 aufgrund des Brexits einen Sitz im Europäischen Parlament erhielt.

## Ausbildung und Berufseinstieg
Groothuis wurde am 1. Januar 1981 in Reutum, einem Dorf in der Provinz Overijssel, geboren. Er wuchs in diesem Dorf auf und besuchte das Gymnasium Canisius. Anschließend studierte Groothuis Wirtschaftswissenschaften und Geschichte an der Radboud University Nijmegen und trat während dieser Zeit der Jongeren Organisatie voor Vrijheid en Democratie, der unabhängigen Jugendabteilung des VVD, bei. Daneben studierte er Internationale Beziehungen am Niederländischen Institut für Internationale Beziehungen Clingendael. Seine erste Anstellung war zwischen 2007 und 2009 als politischer Assistent von Henk Kamp (VVD), der damals Mitglied der Zweiten Kammer der Generalstaaten war. Groothuis trat danach dem Verteidigungsministerium bei. Dort war er von April 2013 bis Juni 2014 als Interimsdirektor des Büros für Cybersicherheit tätig, bevor er zum ständigen Direktor wurde. Außerdem war er Co-Autor des Wahlprogramms des VVD für die Parlamentswahl 2010.

## Politische Karriere
Bei den Wahlen zum Europäischen Parlament im Mai 2019 wurde Groothuis auf der Parteiliste des VVD auf Platz vier gesetzt. Er war auch Mitglied der Wahlprogrammkommission. Seine Partei gewann vier Sitze, und Groothuis selbst erhielt 21.353 Vorzugsstimmen, genug, um die Präferenzschwelle zu erreichen. Liesje Schreinemacher, die auf Platz fünf der Parteiliste stand, verbesserte sich jedoch um einen Platz, weil sie mehr Stimmen hatte, was dazu führte, dass Groothuis nicht gewählt wurde. Als Großbritannien am 31. Januar 2020 die Europäische Union verließ, erhielten die Niederlande drei der britischen Sitze. Der Kiesraad beschloss, diese Sitze zuzuweisen, indem er sie als Restmandat aus der letzten Wahl zum Europäischen Parlament behandelte. Einer dieser Sitze ging an Groothuis, der am 11. Februar eingesetzt wurde und seine Tätigkeit im Verteidigungsministerium aufgab. Seine Amtszeit begann rückwirkend am 1. Februar. Innerhalb seiner Partei ist Groothuis Sprecher für Verteidigung, Technologie, Geopolitik, Energie, Industrie, Digitalisierung und Cyber. Als Nachrichtenpublikationen, darunter die New York Times, im April 2020 berichteten, dass die Schlussfolgerungen über chinesische Desinformation in einem europäischen Bericht unter chinesischem Druck abgeschwächt wurden, schrieb Groothuis einen Brief an Josep Borrell und bat um eine Erklärung. Sein Brief wurde auch von einer Reihe anderer Abgeordneter unterzeichnet.
Außerdem sagte er, er wolle, dass die Europäische Union die Verantwortlichen für chinesische Trolle und Bots aufspüre und sanktioniere. Groothuis wurde zum Berichterstatter für Cybersicherheit ernannt, um an einer überarbeiteten NIS-Richtlinie zu arbeiten. Die neue Richtlinie soll die Vorschriften auf neue Sektoren ausweiten und es Ländern und Unternehmen erleichtern, Informationen über Cybersicherheitsbedrohungen auszutauschen. Sie können aufgrund der Datenschutz-Grundverordnung zögern, Bedrohungen zu teilen.

## Ausschüsse und Delegationen
- Delegation für die Beziehungen zum Iran (Mitglied seit März 2020, stellvertretender Vorsitzender seit Juli 2020) Ausschuss für Industrie, Forschung und Energie (Mitglied seit März 2020)
- Sonderausschuss für ausländische Einmischung in alle demokratischen Prozesse in der Europäischen Union, einschließlich Desinformation (Mitglied seit September 2020)
- Ausschuss für auswärtige Angelegenheiten (stellvertretendes Mitglied seit Februar 2020)
- Unterausschuss Sicherheit und Verteidigung (stellvertretendes Mitglied seit Februar 2020)
- Delegation für die Beziehungen zur Parlamentarischen Versammlung der NATO (stellvertretendes Mitglied seit Februar 2020)[8]

## Politische Positionen
Groothuis ist der Meinung, dass die europäische Gesetzgebung zur Digitalisierung den Innovationen hinterherhinke und dass der europäische Technologiesektor hinter denen anderer Teile der Welt zurückgeblieben sei. Er wendet sich gegen eine technologische Abhängigkeit von Ländern wie China in einer Zeit, in der Macht zunehmend durch Technologie bestimmt wird. Er hat dazu aufgerufen, dass europäische Investitionen den Kurs umkehren. Groothuis plädiert auch für eine starke europäische Verteidigung, um Angriffe abzuschrecken.

## Privates
Groothuis lebt seit Ende der 2000er Jahre in der südholländischen Stadt Voorburg. Er hat eine Frau, die er 2004 kennengelernt hat, und zwei Töchter. In seiner Jugend spielte Groothuis Fußball beim örtlichen Verein VV Reutum. Er ist Mitglied des örtlichen Lions Clubs.